# أوتو شميت (أستاذ جامعي)
أوتو شميت (بالإنجليزية: Otto Schmitt)‏ هو أحيائي فيزيائي ومهندس وأحيائي ومخترِع أمريكي، ولد في 6 أبريل 1913 في سانت لويس في الولايات المتحدة، وتوفي في 6 يناير 1998 في منيابولس في الولايات المتحدة.

## وصلات خارجية
- الموقع الرسمي